# Груздев, Павел Никодимович
Павел Никодимович Груздев (30 августа 1889 года, Кострома, Российская империя — 13 июля 1953 года, Ленинград, РСФСР, Россия) — советский и российский учёный-педагог, академик АПН РСФСР (1945).

## Биография
Родился 30 августа 1889 года в Костроме в семье служащего, вышедшего из крестьян-середняков.
В 1916 году — окончил историко-филологический факультет МГУ, и вернулся в Кострому, где преподавал русский язык, литературу и латынь в гимназии.
После революции 1917 года реформирует систему образования, заведует костромским отделом народного образования, был деканом факультета в Костромском университете, организатором союза работников просвещения, в 1918 году участвовал в работе 1-го Всероссийского съезда по просвещению в качестве делегата Костромской губернии.
Был инициатором и непосредственным участником создания в Костроме Института народного образования, организации костромской драматической студии, Центральной научной библиотеки, выступил редактором журнала «Вестник просвещения Костромского края».
В 1922 году переехал в Ярославль и работал деканом педагогического факультета Ярославского университета вплоть до закрытия университета в 1924 году.
С 1924 по 1928 годы — ректор и заведующий кафедрой педагогики Ярославского государственного педагогического института.
С 1928 по 1930 годы — заведовал отделом профессионального образования Главного управления профессионального образования Наркомпроса РСФСР.
С 1929 года — член ученого совета и профессор Академии коммунистического воспитания имени Н. К. Крупской, а также читает педагогику на высших педагогических курсах при 2-м МГУ.
В 1934 году — переехал в Ленинград и занял пост заместителя ректора по научной и учебной работе и возглавил кафедру педагогики Академии коммунистического воспитания имени Н. К.
Крупской.
В 1938 году — без защиты диссертации утвержден в степени доктора педагогических наук.
Во время войны возвращается в Ярославль, где с 1941 по 1945 годы возглавляет кафедру педагогики и психологии.
В марте 1944 года — избран членом-корреспондентом, а в 1945 году — академиком АПН РСФСР, членом президиума.
С 1945 года, после окончания войны, вернулся в Ленинградский государственный педагогический институт имени А. И. Герцена, становится профессором, а с 1946 по 1948 годы — заведующим кафедрой педагогики.
С 1945 по 1949 годы — председатель Ленинградского филиала АПН РСФСР, с 1949 по 1953 годы — директор и научный сотрудник НИИ педагогики АПН РСФСР.
Дважды избирался членом Президиума Академии педагогических наук РСФСР (1947—1950, 1951—1953).
Павел Никодимович Груздев умер 13 июля 1953 года в Ленинграде.

## Научная деятельность
Автор работ по методологии, теории, практике воспитания и обучения.
В начале 30-х годов под его руководством был создан и опубликован в 1932 году (под совместной редакцией с А. И. Африкановым) учебник педагогики для педагогических техникумов, в составе авторского коллектива которого вошли те, кто в дальнейшем принимал самое активное участие в развитии советской педагогики: А. М. Арсеньев, А. К. Бушля, Н. Н. Воскресенский, М. А. Данилов, Н. В. Зикеев, Н. Д. Кузьмин, Н. А. Лялин, К. И. Прилуцкий, Г. С. Прозоров, многие из которых были преподавателями ЛГПИ имени А. И. Герцена.
В 1940 году — вышел в печать учебника «Педагогика», адресованный преподавателям и студентам педагогических учебных заведений и университетов, в котором Груздев написал
первые семь глав раздела «Общие основы педагогики» и был ответственным редактором, остальные главы были написаны известными учёными-педагогами: Ш. И. Ганелин, Е. Я. Голант, Н. Г. Казанский, Н. А. Лялин, А. А. Невский, Л. Е. Раскин, И. Ф. Свадковский, Г. Г. Шахвердов и другие.
В 1946 году статья «Понятия закона, принципа, правила в педагогике» вызвала большой интерес в среде педагогов, психологов, философов.
В 1949 году — увидела свет коллективная работа, которая была проведена под его руководством и редакцией и где он написал вводную статью, это «Воспитание мышления в процессе
обучения», и где были представлены работы известных ученых страны, сотрудников ЛГПИ им. А. И. Герцена: Ш. И. Ганелина, Е. А. Голанта, Е. М. Жилиной, В. Б. Журавлева, Е. О. Зейлигер-Рубинштейн, А. И. Сорокиной.

## Сочинения
1. Педагогика / Под редакцией П. Н. Груздева. — М.: Учпедгиз, 1940. — 624 с.
2. Вопросы воспитания мышления в процессе обучения / Под редакцией П. Н. Груздева. — М., Л.: Изд-во Акад. пед. наук РСФСР, 1949. — 356 с.
3. Монография «Вопросы воспитания и обучения».
4. Маркс, К. Маркс и Энгельс о воспитании и образовании. Сборник. (Вступительная статья стр. 5—38 и примечания профессора П. Н. Груздева) / К. Маркс, Ф. Энгельс; Составитель П. Н. Груздев. — М.: Издательство Академии педагогических наук РСФСР, 1957. — 398 с.